# Twin Mirror
Twin Mirror ist ein Adventurespiel, das von Dontnod Entertainment entwickelt, von Shibuya Productions koproduziert und von Bandai Namco am 1. Dezember 2020 für Microsoft Windows, PlayStation 4 und Xbox One veröffentlicht wurde.

## Handlung
Der Spieler steuert den Enthüllungsjournalisten Sam, der in seine Heimatstadt Basswood im US-Bundesstaat West Virginia zurückgekehrt ist, um der Beerdigung seines Freundes Nick beizuwohnen. Nicks Tochter Joan bittet ihn, die Hintergründe von Nicks Tod zu ermitteln.

## Spielprinzip und Technik
Twin Mirror ist ein Adventurespiel, das aus der Third-Person-Perspektive gespielt wird. Die Umgebung ist interaktiv und es können Gegenstände eingesammelt werden. Sam kann mit beliebigen Figuren sprechen, und je nach Stand seiner Ermittlungen gibt es mehrere Enden freizuschalten. Der Spieler navigiert zwischen der realen Welt und Sams „Gedankenpalast“, um Hinweise aufzudecken. Sams innere Stimme, das Double, kann die Ermittlung unterstützen oder behindern.

## Entwicklung
In Partnerschaft mit dem Publisher Bandai Namco begann Dontnod Entertainment im Jahr 2016 mit einem separaten Team von Senior-Entwicklern mit der Entwicklung von Twin Mirror. Im September 2018 arbeiteten etwa vierzig Personen daran. Der Hauptautor Matthew Ritter ließ sich von Adventurespielen wie Beneath a Steel Sky und Space Quest inspirieren. Im Gegensatz zu früheren Titeln wollte Dontnod, dass Twin Mirror frei von jeglichen übernatürlichen Elementen sein sollte. Laut Art Director Pierre-Etienne Travers lautet das primäre Konzept des Spiels Dualität. Die Entscheidung, es in einer fiktiven amerikanischen Stadt im Süden West Virginias anzusiedeln, sollte die Attraktivität erhöhen.
Twin Mirror wurde mit einem Debüt-Trailer im Juni 2018 angekündigt, und sollte im darauffolgenden Jahr für Microsoft Windows, PlayStation 4 und Xbox One erscheinen. Später wurde bekannt gegeben, dass es sich um einen episodischen Titel handeln würde; die erste von drei Episoden sollte den Titel Lost on Arrival tragen. Im Juni 2019 wurde das Spiel auf 2020 verschoben. Die Microsoft-Windows-Version wird ein Jahr lang exklusiv für den Epic Games Store erhältlich sein. Twin Mirror wird nicht in Japan veröffentlicht. Im Rahmen der PC Gaming Show 2020 wurde ein Teaser-Trailer gezeigt, der auch aufzeigte, dass das Spiel nicht mehr als Episodenformat konzipiert ist.

## Rezeption
Twin Mirror erhielt laut Metacritic „gemischte oder durchschnittliche“ Kritiken.

### Auszeichnungen
| Jahr | Auszeichnung                              | Kategorie         | Ergebnis |
| ---- | ----------------------------------------- | ----------------- | -------- |
| 2018 | Best of Gamescom Awards von Jeuxvideo.com | Originality Award | Gewonnen |